# Турнеја Британских и Ирских Лавова по Аустралији 2013.
Турнеја Британских и Ирских Лавова по Аустралији 2013. (службени назив: 2013 British and Irish Lions tour to Australia) је била турнеја острвског рагби дрим тима по Аустралији 2013. Лавови су победили "Валабисе" у серији са 2-1 у победама.

## Тим
Стручни штаб
Менаџер Енди Ирвин
Главни тренер Ворен Гатланд
Помоћни тренер скрама Грем Ровнтри
Помоћни тренер напада Роб Хаули
Помоћни тренер одбране Енди Ферел
Помоћни тренер шутера Нил Џенкинс
Кондициони тренер Адам Бирд
Тренер фитнеса Пол Стриџон
Главни доктор Џејмс Робсон
Физиотерапеут Боб Стјуарт
Играчи
- Рори Бест, Ирска
- Дилан Хартли, Енглеска
- Ричард Хибард, Велс
- Том Јангс, Енглеска
- Ден Кол, Енглеска
- Алекс Корбисиеро, Енглеска
- Том Корт, Ирска
- Рајан Грант, Шкотска
- Кијан Хили, Ирска
- Гетин Џенкинс, Велс
- Адам Џоунс, Велс
- Мет Стивенс, Енглеска
- Мако Вунипола, Енглеска
- Ијан Еванс, Велс
- Ричи Греј, Шкотска
- Алан Вин Џонс, Велс
- Пол О'конел, Ирска
- Џоф Парлинг, Енглеска
- Том Крофт, Енглеска
- Ден Лидијт, Велс
- Шон О’Брајан, Ирска
- Јустин Типурић, Велс
- Сем Варбуртон, Велс
- Таулупе Фалетау, Велс
- Џејми Хејслип, Ирска
- Конор Мари, Ирска
- Мајк Филипс, Велс
- Бен Јангс, Енглеска
- Овен Фарел, Енглеска
- Џони Секстон, Ирска
- Бред Берит, Енглеска
- Џонатан Дејвис, Велс
- Брајан О’Дрискол, Ирска
- Џејми Робертс, Велс
- Ману Туилаги, Енглеска
- Били Твелтревес, Енглеска
- Томи Боув, Ирска
- Алекс Катберт, Велс
- Кристијан Вејд, Енглеска
- Шон Митланд, Шкотска
- Џорџ Норт, Велс
- Шејн Вилијамс, Велс
- Симон Зебо, Ирска
- Ли Халфпени, Велс
- Стјуарт Хог, Шкотска
- Роб Карни, Ирска

## Утакмице
Лавови - Барберијанси 59-8
Вестерн Форс - Лавови 17-69
Квинсленд Редс - Лавови 12-22
Комбајнд каунтри - Лавови 0-64
Воратаси - Лавови 17-47
Брамбиси - Лавови 14-12
Аустралија - Лавови 21-23
Мелбурн Ребелс - Лавови 0-35
Аустралија - Лавови 16-15
Аустралија - Лавови 16-41

## Статистика
Рекордна посета
Аустралија - БИ Лавови 83 704, трећи тест меч у Сиднеју
Највише поена
- Ли Халфпени 114

Највише есеја
- Алекс Катберт 4
- Џорџ Норт 4
- Брајан О’Дрискол 3